# Paco Mateo
Francisco Mateo Vilches, más conocido como Paco Mateo, nacido el 15 de mayo de 1917 en Algeciras (España) y fallecido el 21 de julio de 1979 en Estrasburgo (Francia), fue un futbolista y entrenador español. Jugaba de defensa central.

## Biografía
Juega en el Algeciras C. F., Valencia C. F. y en el F. C. Barcelona antes de salir de España debido a la Guerra civil. Juega en Francia en los Girondins de Burdeos de 1939 a 1945. Gana la Copa de Francia en 1941 y es finalista en 1943.
De 1945 a 1950 juega con el Racing Club de Estrasburgo siendo finalista de la Copa de Francia en 1947.
Después se convierte en entrenador en el FC La Walck en 1951-1952, y en el FC Bischwiller con el cual se proclama campeón de Alsacia en 1956.
Entrena al equipo reserva del RC Estrasburgo durante la temporada 1970-71. Entrena al primer equipo de Estrasburgo de octubre de 1970 hasta febrero de 1971. Vuelve a entrenar al equipo reserva hasta 1977, año en el que se jubila.